# Geneviève Galéa
 (juin 2015).
Si vous disposez d'ouvrages ou d'articles de référence ou si vous connaissez des sites web de qualité traitant du thème abordé ici, merci de compléter l'article en donnant les références utiles à sa vérifiabilité et en les liant à la section « Notes et références ».
Pour les articles homonymes, voir Galéa.
Geneviève Galéa, née Geneviève Guillery le 23 novembre 1942 (ou 1935 selon certaines sources) à Londres, est une actrice de cinéma française et un mannequin, d'origine belgo-grecque.

## Biographie

### Famille
Elle est la fille de Jules Étienne Charles Eugène Guillery, né à Bruxelles en 1895 et mort en 1975 à New Delhi, et d'Elena Nicolaidu, née à Constantinople en 1904 et morte en 2011 à Paris.

### Vie privée
Elle a été mariée avec le chanteur Guy Béart (1930-2015), avec qui elle a eu un enfant : l'actrice Emmanuelle Béart (née en 1963).
Elle se marie ensuite avec le publicitaire Jean-Jacques Guespin, père des comédiens Pierre Malet et Laurent Malet, avec qui elle a trois enfants : Olivier Guespin, Lison Guespin et Charlotte Guespin.
Puis elle se marie avec le journaliste Jean-Yves Cerieix, avec qui elle a trois autres enfants : Sarah Cerieix, Ivan Cerieix et Mikis Cerieix.
Elle habite Thuin, en Belgique.

## Filmographie

### Cinéma
- 1960 : Fugue de Philippe Condroyer (court-métrage)
- 1961 : Une grosse tête de Claude de Givray : une jeune femme
- 1962 : La Vendetta de Jean Chérasse : Antonia Amoretti
- 1963 : Les Carabiniers de Jean-Luc Godard : Vénus
- 1965 : Les Petits Chats de Jacques R. Villa